# Baliosus germaini
Baliosus germaini es un coleóptero de la familia Chrysomelidae.
Fue descrita científicamente por primera vez en 1932 por Pic.